# Alois Derfler
Alois Derfler (* 21. Mai 1924 in Scheibbs, Niederösterreich; † 29. Jänner 2005 ebenda) war Präsident des Österreichischen Bauernbundes.

## Leben
Derfler war von Beruf Landwirt und begann seine politische Karriere 1965 als Gemeinderatsmitglied und Bürgermeister in Scheibbs (Niederösterreich). Von 1983 bis 1990 war er Abgeordneter im Nationalrat für die ÖVP. Seit 1984 war er Ehrenmitglied der katholischen Studentenverbindung K.Ö.H.V. Mercuria Wien im ÖCV.
Er starb im Alter von 81 Jahren.

## Auszeichnungen
- 1978: Berufstitel Ökonomierat
- 1988: Großes Silbernes Ehrenzeichen mit dem Stern für Verdienste um die Republik Österreich[2]